# José Luis Rodriguez Garcia
Pour les articles homonymes, voir José Rodríguez, Rodríguez et Garcia.
José Luis Rodriguez Garcia, né le 18 mars 1946 à La Havane, est un ancien ministre de l'économie et de la planification de Cuba. Il est actuellement député de la VIIe législature de l'assemblée nationale du pouvoir populaire. Il est de plus, vice-président du conseil des ministres et membre du conseille d'État.

## Révolution
Il fut membre de la milice nationale révolutionnaire de l'université de La Havane. Il obtient une licence en économie et passe un doctorat en sciences économiques. Il travaille ensuite au centre de recherche d'économie mondiale, et en 1994, est désigné ministre des finances et du trésor. En 1995, il est désigné ministre de l'économie et de la planification, charge qu'il conserve jusqu'à 2009. Il est actuellement vice-président du comité exécutif du conseil des ministres et membre du conseil scientifique supérieur de l'académie des sciences de Cuba.